# Grup del Partit Popular Europeu
|  | No s'ha de confondre amb Partit Popular Europeu. |

El Grup del Partit Popular Europeu (Demòcrata-Cristians) és un grup polític de centredreta del Parlament Europeu, format per diputats dels partits membres del Partit Popular Europeu (PPE). De vegades també inclou eurodiputats independents o diputats de partits estatals no afiliats, així com membres del Moviment Polític Cristià Europeu (MPCE). El Grup del PPE comprèn polítics d'orientació democratacristiana, neoliberal i conservadora liberal.
El Partit Popular Europeu va ser fundat oficialment com a partit polític europeu el 1976. No obstant això, el Grup del Partit Popular Europeu en el Parlament Europeu ha existit d'una forma o una altra des de juny de 1953, des de l'Assemblea Comuna de la Comunitat Europea del Carbó i de l'Acer, convertint-lo en un dels grups polítics europeus més antic. Des de 1999 és el major grup polític del Parlament Europeu.

## Història
L'Assemblea Comuna de la Comunitat Europea del Carbó i de l'Acer (el predecessor del Parlament Europeu actual) es va reunir per primera vegada el 10 de setembre de 1952 i l'endemà es va formar el primer Grup Demòcrata Cristià de manera no oficial, amb Maan Sassen com a president, i ocupant 38 dels 78 escons, a dos de la majoria absoluta. El 16 de juny de 1953, l'Assemblea Comuna va aprovar una resolució que permetia la formació oficial de grups polítics i el 23 de juny de 1953 es va publicar la declaració constituent del grup i es va formar oficialment el grup.
El Grup Demòcrata Cristià era el grup més gran, però a mesura que avançava el temps, va perdre suport i va ser el segon grup més gran en les eleccions de 1979. A mesura que la Comunitat Europea es transformava en la Unió Europea, els partits de centredreta dominants en els nous estats membres no eren necessàriament demòcrates-cristians, i el PPE (Partit Popular Europeu, el partit polític europeu fundat el 1976, al qual tots els membres del grup estan ara afiliats) temia ser marginat. Per contrarestar això, el PPE va ampliar el seu espai ideològic per cobrir el centredreta independentment de la tradició, i va seguir una política d'integració dels partits liberal-conservadors.

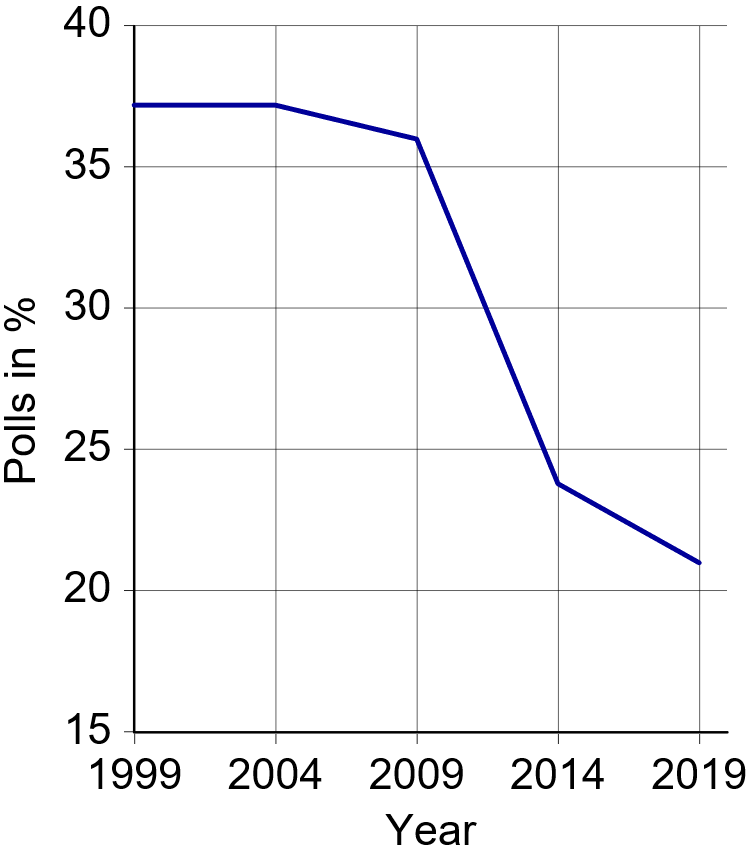
Resultats en vots del PPE a les eleccions al Parlament Europeu entre 1999 i 2019.

Aquesta política va portar als diputats grecs de Nova Democràcia i del Partit Popular espanyol a unir-se al Grup del PPE. El Partit Conservador del Regne Unit i el Partit Popular Conservador danès van intentar mantenir un grup propi, anomenat els Demòcrates Europeus (ED), però la manca de suport i els problemes inherents al manteniment d'un grup petit van forçar el col·lapse del mateix a la dècada de 1990, i els seus membres es van unir al Grup del PPE.
Els partits d'aquests diputats també es van convertir en membres de ple dret del PPE (amb l'excepció del Partit Conservador britànic, que no es va unir) i aquest procés de consolidació del centredreta europeu va continuar durant la dècada de 1990 amb l'entrada de membres del partit italià Força Itàlia. No obstant això, la consolidació no va ser senzilla i va sorgir una escissió amb els eurodiputats més euroescèptics, que es van congregar en un subgrup també anomenat els Demòcrates Europeus (ED).
Així i tot, la consolidació es va assentar durant la dècada de 1990, amb l'ajuda del grup rebatejat com a Partit Popular Europeu - Demòcrates Europeus (EPP-ED); després de les eleccions europees de 1999, el PPE-ED va recuperar la seva posició com el grup més gran del Parlament Europeu per davant del Grup del Partit dels Socialistes Europeus (PES). No obstant això, la mida no era suficient, ja que el grup no tenia majoria i va continuar participant en la Gran Coalició (una coalició amb el PES i, ocasionalment, els liberals) per generar les majories requerides pel procediment de cooperació en virtut de l'Acta Única Europea.
Mentrestant, els partits del subgrup dels Demòcrates Europeus es van tornar inquiets, amb l'establiment el juliol de 2006 del Moviment per la Reforma Europea, i finalment van marxar després de les eleccions de 2009, quan el Partit Democràtic Cívic txec i el Partit Conservador britànic van formar el seu propi grup de dretes anomenat Conservadors i Reformistes Europeus (ECR) el 22 de juny de 2009, abolint el subgrup dels Demòcrates Europeus a partir d'aquesta data. El grup va tornar immediatament al seu nom original, el Grup del PPE.
En el 7è Parlament Europeu, el Grup del PPE es va mantenir com el grup més gran amb 275 diputats i va ser l'únic grup polític del Parlament Europeu que representava plenament el seu partit polític europeu corresponent, és a dir, el Partit Popular Europeu. El Regne Unit va ser l'únic estat membre que no va estar representat en el grup a l'inici de la legislatura; això va canviar el 28 de febrer de 2018, quan dos diputats suspesos del Partit Conservador van deixar el grup ECR i es van unir al PPE. Els dos diputats més tard es van unir a un partit polític al Regne Unit anomenat Grup Independent.

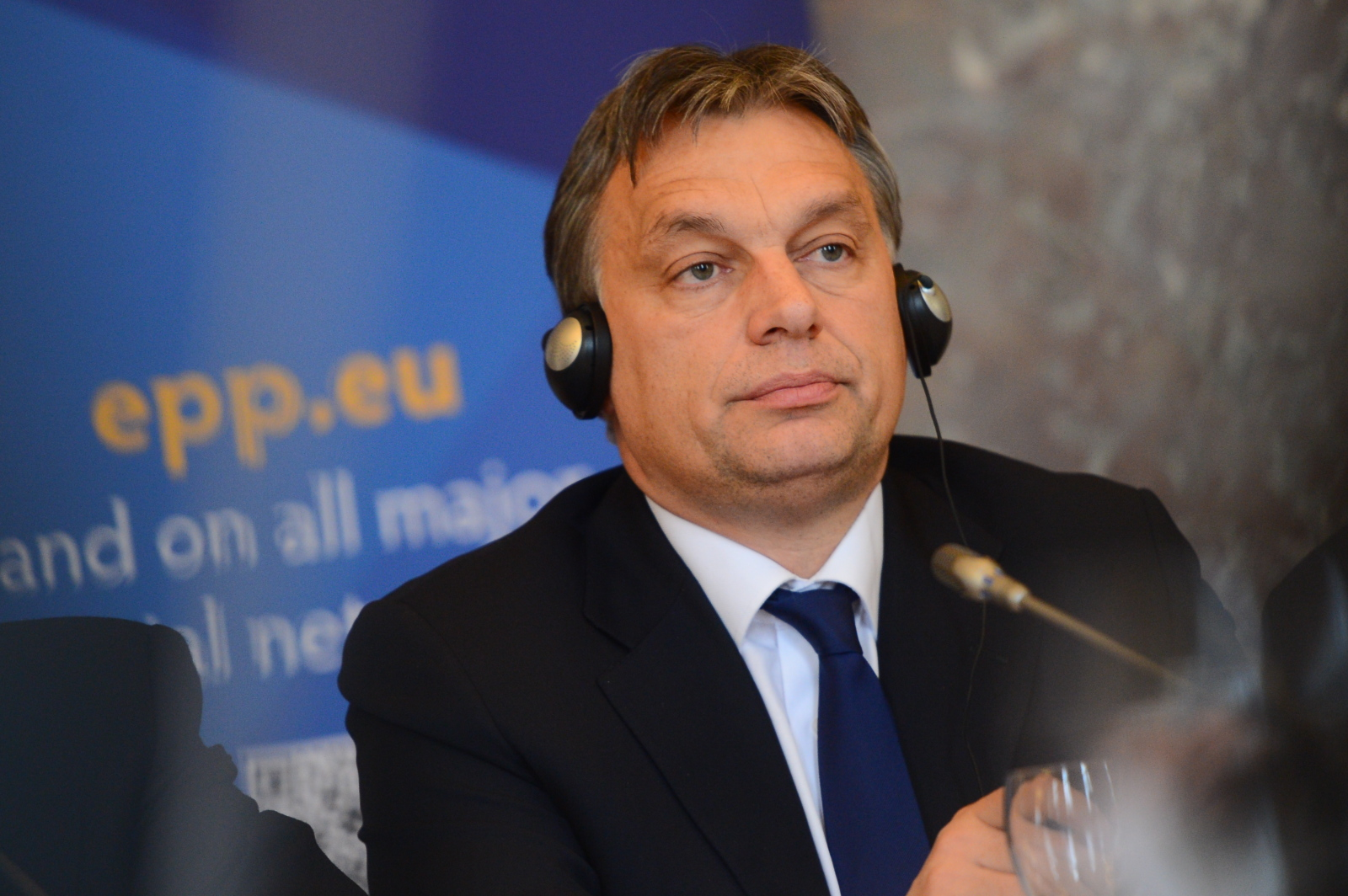
Viktor Orban a una cimera del PPE el desembre de 2012.

Després que dotze partits membres del PPE demanessin l'expulsió o suspensió, la pertinença del Fidesz d'Hongria va ser suspesa amb un acord el 20 de març de 2019. La suspensió es va aplicar només al Partit Popular Europeu però no al seu grup al Parlament Europeu. El 3 de març de 2021, Fidesz va decidir abandonar el grup del PPE, després de les noves normes del grup, però encara va mantenir la seva pertinença al partit. El 18 de març de 2021, el partit hongarès va decidir abandonar finalment el Partit Popular Europeu.
Al 9è Parlament Europeu, el PPE va guanyar 182 escons d'un total de 751, i va formar una coalició amb l'Aliança Progressista de Socialistes i Demòcrates i Renovar Europa per elegir Ursula von der Leyen com a presidenta de la Comissió Europea i repartir-se els principals càrrecs de la Unió Europea, com les presidències del Parlament Europeu i del Consell Europeu.

### Noms oficials del grup
El grup polític ha tingut quatre denominacions en cinc períodes diferents. L'actual Grup del Partit Popular Europeu (Demòcrata-Cristians), ha estat el nom oficial més usat.
| Període   | Nom oficial                                                                      |
| --------- | -------------------------------------------------------------------------------- |
| 1953-1978 | Grup Demòcrata Cristià                                                           |
| 1978-1979 | Grup Demòcrata Cristià (Grup del Partit Popular Europeu)                         |
| 1979-1999 | Grup del Partit Popular Europeu (Demòcrata-Cristians)                            |
| 1999-2009 | Grup del Partit Popular Europeu (Demòcrata-Cristians) i dels Demòcrates Europeus |
| 2009-     | Grup del Partit Popular Europeu (Demòcrata-Cristians)                            |

### Presidents del grup
El Grup del Partit Popular Europeu ha tingut 14 presidents de cinc estats membre de la Unió Europea diferents.
| President | President           | Període   | Partit polític                                             |
| --------- | ------------------- | --------- | ---------------------------------------------------------- |
|           | Maan Sassen         | 1953-1958 | Partit Popular Catòlic ( Països Baixos)                    |
|           | Pierre Wigny        | 1958-1958 | Centre Demòcrata Humanista ( Bèlgica)                      |
|           | Alain Poher         | 1958-1966 | Moviment Republicà Popular ( França)                       |
|           | Joseph Illerhaus    | 1966-1969 | Unió Demòcrata Cristiana ( Alemanya Occidental)            |
|           | Hans Lücker         | 1969-1975 | Unió Demòcrata Cristiana ( Alemanya Occidental)            |
|           | Alfred Bertrand     | 1975-1977 | Cristià Democràtic i Flamenc ( Bèlgica)                    |
|           | Egon Klepsch        | 1977-1982 | Unió Demòcrata Cristiana ( Alemanya Occidental)            |
|           | Paolo Barbi         | 1982-1984 | Democràcia Cristiana ( Itàlia)                             |
|           | Egon Klepsch        | 1984-1992 | Unió Demòcrata Cristiana ( Alemanya Occidental / Alemanya) |
|           | Leo Tindemans       | 1992-1994 | Cristià Democràtic i Flamenc ( Bèlgica)                    |
|           | Wilfried Martens    | 1994-1999 | Cristià Democràtic i Flamenc ( Bèlgica)                    |
|           | Hans-Gert Pöttering | 1999-2007 | Unió Demòcrata Cristiana ( Alemanya)                       |
|           | Joseph Daul         | 2007-2014 | Unió per a un Moviment Popular ( França)                   |
|           | Manfred Weber       | 2014-     | Unió Social Cristiana ( Alemanya)                          |

## Membres del grup
El Grup del Partit Popular Europeu es, des de 1999, el major grup polític del Parlament Europeu, amb diputats a la totalitat d'estats membres de la Unió Europea.

### Històric d'eurodiputats
Des de la instauració del Parlament Europeu de la Unió Europea, el Grup del Partit Popular Europeu ha tingut la següent composició:
| Període   | Legislatura                            | Inici de legislatura | Final de legislatura |
| --------- | -------------------------------------- | -------------------- | -------------------- |
| 1979-1984 | I Legislatura del Parlament Europeu    | 108 / 410            | 117 / 434            |
| 1984-1989 | II Legislatura del Parlament Europeu   | 110 / 434            | 113 / 518            |
| 1989-1994 | III Legislatura del Parlament Europeu  | 121 / 518            | 162 / 518            |
| 1994-1999 | IV Legislatura del Parlament Europeu   | 156 / 567            | 201 / 626            |
| 1999-2004 | V Legislatura del Parlament Europeu    | 233 / 626            | 295 / 788            |
| 2004-2009 | VI Legislatura del Parlament Europeu   | 268 / 732            | 288 / 785            |
| 2009-2014 | VII Legislatura del Parlament Europeu  | 256 / 736            | 273 / 764            |
| 2014-2019 | VIII Legislatura del Parlament Europeu | 221 / 751            | 187 / 705            |
| 2019-2024 | IX Legislatura del Parlament Europeu   | 182 / 751            |                      |

### IX Legislatura del Parlament Europeu
A 9 de març de 2024, el Grup del Partit Popular Europeu estava integrat per:
| Estat         | Nom (català)                                                               | Nom (llengua del país)                                                                  | Partit | Partit | Eurodiputats |
| ------------- | -------------------------------------------------------------------------- | --------------------------------------------------------------------------------------- | ------ | ------ | ------------ |
| Alemanya      | Partit de les Famílies Alemanyes                                           | Familienpartei Deutschlands                                                             |        | ECPM   | 1 / 96       |
| Alemanya      | Unió Demòcrata Cristiana d'Alemanya                                        | Christlich Demokratische Union Deutschlands                                             |        | PPE    | 23 / 96      |
| Alemanya      | Unió Social Cristiana de Baviera                                           | Christlich-Soziale Union in Bayern                                                      |        | PPE    | 6 / 96       |
| Àustria       | Partit Popular d'Àustria                                                   | Österreichische Volkspartei                                                             |        | PPE    | 7 / 19       |
| Bèlgica       | Cristià Democràtic i Flamenc                                               | Christen-Democratisch en Vlaams                                                         |        | PPE    | 2 / 21       |
| Bèlgica       | Els Compromesos                                                            | Les Engagés                                                                             |        | PPE    | 1 / 21       |
| Bèlgica       | Partit Social Cristià                                                      | Christlich Soziale Partei                                                               |        |        | 1 / 21       |
| Bulgària      | Ciutadans pel Desenvolupament Europeu de Bulgària                          | Граждани за европейско развитие на България Gràjdani za Evropeisko Razvítie na Balgària |        | PPE    | 5 / 17       |
| Bulgària      | Demòcrates per una Bulgària Forta                                          | Демократи за силна България Demokrati za Silna Bălgarija                                |        | PPE    | 1 / 17       |
| Bulgària      | Unió de Forces Democràtiques                                               | Съюз на демократичните сили Săjuz na Demokratičnite Sili                                |        | PPE    | 1 / 17       |
| Croàcia       | Unió Democràtica Croata                                                    | Hrvatska Demokratska Zajednica                                                          |        | PPE    | 4 / 12       |
| Dinamarca     | Partit Popular Conservador                                                 | Det Konservative Folkeparti                                                             |        | PPE    | 1 / 14       |
| Eslovàquia    | Eslovàquia                                                                 | Slovensko                                                                               |        | PPE    | 1 / 14       |
| Eslovàquia    | Moviment Democràtic Cristià                                                | Kresťanskodemokratické Hnutie                                                           |        | PPE    | 2 / 14       |
| Eslovàquia    | Independent: Vladimír Bilčík                                               | Independent: Vladimír Bilčík                                                            |        |        | 1 / 14       |
| Eslovènia     | Nova Eslovènia                                                             | Nova Slovenija                                                                          |        | PPE    | 1 / 8        |
| Eslovènia     | Partit Democràtic Eslovè                                                   | Slovenska Demokratska Stranka                                                           |        | PPE    | 3 / 8        |
| Eslovènia     | Partit Popular Eslovè                                                      | Slovenska Ljudska Stranka                                                               |        | PPE    | 3 / 8        |
| Espanya       | Partit Popular                                                             | Partido Popular                                                                         |        | PPE    | 13 / 59      |
| Estònia       | Unió Pro Pàtria i Res Pública                                              | Erakond Isamaa ja Res Publica Liit                                                      |        | PPE    | 1 / 7        |
| Finlàndia     | Demòcrata-Cristians                                                        | Suomen Kristillisdemokraatit                                                            |        | PPE    | 3 / 14       |
| França        | Els Centristes                                                             | Les Centristes                                                                          |        |        | 1 / 79       |
| França        | Els Republicans                                                            | Les Républicains                                                                        |        | PPE    | 7 / 79       |
| Grècia        | Nova Democràcia                                                            | Νέα Δημοκρατία Néa Dimokratía                                                           |        | PPE    | 7 / 21       |
| Hongria       | Partit Popular Democristià                                                 | Kereszténydemokrata Néppárt                                                             |        | PPE    | 1 / 21       |
| Irlanda       | Fine Gael                                                                  | Fine Gael                                                                               |        | PPE    | 5 / 13       |
| Itàlia        | Força Itàlia                                                               | Forza Italia                                                                            |        | PPE    | 10 / 76      |
| Itàlia        | Partit Popular del Tirol del Sud                                           | Südtiroler Volkspartei                                                                  |        | PPE    | 1 / 76       |
| Itàlia        | Independent: Matteo Gazzini                                                | Independent: Matteo Gazzini                                                             |        |        | 1 / 79       |
| Letònia       | Unitat                                                                     | Vienotība                                                                               |        | PPE    | 3 / 8        |
| Lituània      | Unió Patriòtica - Democristians Lituans                                    | Tėvynės Sąjunga - Lietuvos Krikščionys Demokratai                                       |        | PPE    | 4 / 11       |
| Luxemburg     | Partit Popular Social Cristià                                              | Chrëschtlech Sozial Vollekspartei                                                       |        | PPE    | 2 / 6        |
| Malta         | Partit Nacionalista                                                        | Partit Nazzjonalista                                                                    |        | PPE    | 2 / 6        |
| Països Baixos | Crida Demòcrata Cristiana                                                  | Christen Democratisch Appèl                                                             |        | PPE    | 5 / 21       |
| Països Baixos | Unió Cristiana                                                             | Christen Unie                                                                           |        | ECPM   | 1 / 21       |
| Polònia       | Partit Popular Polonès                                                     | Polskie Stronnictwo Ludowe                                                              |        | PPE    | 2 / 52       |
| Polònia       | Plataforma Cívica                                                          | Platforma Obywatelska                                                                   |        | PPE    | 11 / 52      |
| Polònia       | Independents: Włodzimierz Karpiński, Magdalena Adamowicz i Janina Ochojska | Independents: Włodzimierz Karpiński, Magdalena Adamowicz i Janina Ochojska              |        |        | 3 / 52       |
| Portugal      | Partido Socialdemòcrata                                                    | Partido Social Democrata                                                                |        | PPE    | 6 / 21       |
| Portugal      | Centre Democràtic Social / Partit Popular                                  | Centro Democrático Social / Partido Popular                                             |        | PPE    | 1 / 21       |
| Romania       | Partit Nacional Liberal                                                    | Partidul Naţional Liberal                                                               |        | PPE    | 10 / 33      |
| Romania       | Partit del Moviment Popular                                                | Partidul Mișcarea Populară                                                              |        | PPE    | 2 / 33       |
| Romania       | Unió Democràtica dels Hongaresos de Romania                                | Uniunea Democrată a Maghiarilor din România Romániai Magyar Demokrata Szövetség         |        | PPE    | 2 / 33       |
| Suècia        | Partit Moderat                                                             | Moderaterna                                                                             |        | PPE    | 4 / 21       |
| Suècia        | Demòcrata-Cristians                                                        | Kristdemokraterna                                                                       |        | PPE    | 1 / 21       |
| Suècia        | Independent: Sara Skyttedal                                                | Independent: Sara Skyttedal                                                             |        |        | 1 / 21       |
| Txèquia       | Batlles i Independents                                                     | Starostové a nezávislí                                                                  |        |        | 1 / 21       |
| Txèquia       | TOP 09                                                                     | TOP 09                                                                                  |        | PPE    | 2 / 21       |
| Txèquia       | Unió Democristiana–Partit Popular Txecoslovac                              | Křesťanská a Demokratická Unie-Československá Strana Lidová                             |        | PPE    | 2 / 21       |
| Xipre         | Reagrupament Democràtic                                                    | Δημοκρατικός Συναγερμός Dimokratikós Sinayermós                                         |        | PPE    | 2 / 6        |